# Bernard Biraben
Pour les articles homonymes, voir Biraben.
Bernard Biraben, né le 30 novembre 1920 et mort le 11 août 1973, est un photographe et illustrateur français.
Il a travaillé seul ou en collaboration à de nombreux livres : Guyenne et Gascogne de Louis Émié, guide bleu, Librairie Hachette, 1960 ; Bordeaux de Lucien Prieur (1960) ; Villes d'art du Bordelais par Pierre Dubourg ; Le Périgord de Jean Secret (1966) ; Dictionnaire des églises de France (1968), etc. 
Bernard Biraben est enterré à Soumensac, en Lot-et-Garonne.